# Sivert Carlsson
Jan Sivert Carlsson, född 21 maj 1937 i Eringsboda församling i Blekinge län, död 13 november 2020 i Mönsterås, var en svensk politiker (centerpartist), som var riksdagsledamot för Kalmar läns valkrets 1994–1998 (även ersättare 1987).